# Претро Іполит Олександрович
Іпол́ит Олекс́андрович Претр́о (фр. — Hyppolit Nikolas Emil Pretreaus, 31 грудня 1871 (12 січня 1872), Санкт-Петербург — 20 грудня 1937, Ленінград) — архітектор французько-шведського походження.

## Життєпис
Батько — французький підданий Жан Александр Претро, залізничний службовець, мати — шведська піддана Жезефа Шарлотта Гренмарк.
У 1901 р. закінчив Вище художнє училище Петербурзької академії мистецтв та отримав звання художника-архітектора, у 1899 р. отримав свідоцтво про право робити споруди року, завершував освіту в майстерні Л. Бенуа при Академії.
З 1902 р. — дійсний член Петербурзького товариства архітекторів.
У 1902—1917 рр. працював викладачем, архітектором притулку принца П. Г. Ольденбургського у Петрограді; в той же час мав велику приватну проєктно-будівельну практику.
У 1920-х — 1930-х рр. — головний архітектор-художник архітектурної майстерні Ленінградської спілки художників, професор Академії мистецтв.
Заарештований 10 жовтня 1937 р. Засуджений Комісією НКВС і Прокуратури СРСР 11 грудня 1937 року за статтею 58 Кримінального кодексу РРФСР до вищої міри покарання і розстріляний 20 грудня 1937 року серед ста обвинувачених у так званій «справі РЗВС».

## Будівлі
Вважається одним з основоположників стилю «Північний модерн». Будівлі за його проєктами споруджені у Санкт-Петербурзі, Пермі, Новосибірську, Запоріжжі та Харкові.
У Санкт-Петербурзі:
- 12-та Червоноармійська вулиця, буд. № 36 — будівля сирітського притулку принца П. Г. Ольденбурзького. 1902.
- Чкаловський проспект, буд. № 34 /Пудозька вулиця, буд. № 1 — прибутковий будинок. 1902—1904.
- Набережна Крестовки, буд. № 8 — дача. Перебудова. 1904.
- Великий проспект Петроградської сторони, буд. № 73, правий корпус Жіночого благодійного інституту принцеси Терезії Ольденбурзької. 1905.
- Верейська вулиця, буд. № 13а — прибутковий будинок. 1905.
- Курська вулиця, буд. № 13 — прибутковий будинок. 1905. (Надбудований).
- Гатчинська вулиця, буд. № 27-29, ліва частина — прибутковий будинок. 1906.
- Великий проспект Петроградської сторони, буд. № 44 / Стрельнинська вулиця, буд. № 1 / Оранієнбаумська вулиця, буд. № 2 — прибутковий будинок («Дім із совами»). 1906—1907.
- Вулиця Воскова, буд. № 31/вулиця Леніна, буд. № 1/Ситнинська вулиця, буд. № 20  — прибутковий будинок. 1908—1909.
- Вулиця Жуковського, буд. № 43-45, права частина — прибутковий будинок. 1909.
- 3-я лінія Васильєвського острова, буд. № 54 — будинок товариства допомоги бідним. 1909.
- Візкова вулиця, буд. № 9 — прибутковий будинок. 1909.
- Вулиця Воскова, буд. № 17 — прибутковий будинок. 1910.
- Ліговський проспект, буд. № 44 — прибутковий будинок. 1910—1911. Участь. Автор-будівельник С. П. Галензовський.
- Кам'яноостровський проспект, 24а — надбудова і розширення (1910—1911).
- Подрезова вулиця, буд. № 20 — прибутковий будинок. 1911.
- Ризький проспект, буд. № 35 — прибутковий будинок. 1911.
- Середній проспект В. О., буд. № 51-53 — 12-та лінія, буд. № 39 — прибутковий будинок. 1911—1912. (проєктував планування)
- Проспект Обухівської Оборони — Мурзинська вулиця, 1911—1914: будівлі училища глухонімих, ферми-школи, ремісничих майстерень і церква Пилипа. (Церква не збереглася).
- Набережна каналу Грибоєдова, буд. № 158 — прибутковий будинок. 1912.
- Вулиця Миру, буд. № 25 / Співочий провулок, буд. № 18 — прибутковий будинок. 1912.
- Дівенська вулиця, буд. № 18 / Співочий провулок, буд. № 16 — прибутковий будинок. 1912.
- Малий проспект Петроградської сторони, буд. № 52/Оранієнбаумська вулиця, буд. № 19 — прибутковий будинок. 1912—1913.
- Піонерська вулиця, буд. № 31 — прибутковий будинок. 1912—1913.
- Роз'їзна вулиця, буд. № 17 — прибутковий будинок. Надбудова. 1912—1913.
- Мільйонна вулиця, буд. № 25 — прибутковий будинок. Перебудова. 1913. У цьому ж будинку (у кв. № 8) І. А. Претро згодом і жив.
- 11-та лінія, буд. № 48 — прибутковий будинок. 1913.
- Набережна каналу Грибоєдова, буд. № 150 — прибутковий будинок. 1914.
- Вулиця Маяковського, буд. № 10 — прибутковий будинок. Перебудова. 1914.
- Ситнинська вулиця, буд. № 10 — прибутковий будинок. 1914.
- Тверська вулиця, буд. № 20 — житловий будинок Тверського товариства квартировласників. 1914—1916. Спільно з І. Ф. Безпаловим. Закінчений 1924 р.
- Піонерська вулиця, 53 — Комплекс будівель трикотажної фабрики «Червоний Прапор». 1925—1937. Керівництво будівництвом. Брали участь арх. С. О. Овсянніков, арх. Е. Мендельсон (на початку проєкту, до 1926: проєкт силової підстанції), інж. Є. А. Третьяков.
- Вулиця Декабристів, 29. Житловий будинок. 1932—1934.[4]

У Харкові
- Майдан Конституції, 1. Прибутковий будинок страхового товариства «Росія». 1914—1916.[4]

У Новосибірську:
- Новосибірський театр опери та балету. Участь на початковому етапі проєктування (1930-ті роки; театр відкрито в травні 1945).[4]